# Ariamnes pavesii
Ariamnes pavesii är en spindelart som beskrevs av Leardi 1902. Ariamnes pavesii ingår i släktet Ariamnes och familjen klotspindlar. Inga underarter finns listade i Catalogue of Life.